# Каливес (дем Западен Мани)
Каливес (на гръцки: Καλύβες, катаревуса: Καλύβαι, Каливе) е село в Република Гърция, област Пелопонес, дем Западен Мани. Селото има население от 32 души според преброяването от 2001 година.

## География
Каливес е разположено на 3 километра северно от демовия център град Кардамили.

## Личности
Родени в Каливес
- Панайотис Пападзанетеас (1874 - 1939), гръцки офицер, деец на Гръцката въоръжена пропаганда в Македония